# Lytkarino
Lytkarino (russisch Лытка́рино) ist eine Stadt in der Oblast Moskau in Russland. Sie liegt knapp 30 km südöstlich von Moskau, am Fluss Moskwa, und hat 55.237 Einwohner (Stand 14. Oktober 2010).

## Geschichte

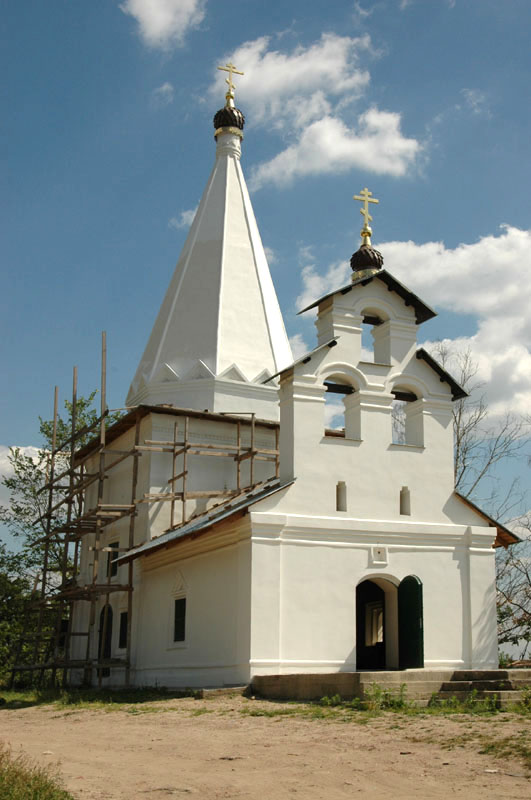
Nikolauskirche in Lytkarino

Der Ort entstand vermutlich im frühen 15. Jahrhundert. Anfangs soll das Dorf einem damaligen Kloster gehört haben, das sich im Moskauer Kreml befand. In der Nähe des Ortes befanden sich entlang des Moskwa-Ufers schon im 14. Jahrhundert Steinbrüche, die auch Baumaterial für Moskau geliefert hatten. Bis in das 19. Jahrhundert hinein war der Abbau von weißem Stein die Hauptbeschäftigung der Einwohner Lytkarinos. Die ehemaligen Steinbrüche sind heute nicht mehr erhalten, auch wenn vereinzelte Spuren noch an sie erinnern.
Erst gegen Ende des 19. Jahrhunderts entstanden in Lytkarino einige Industriebetriebe, darunter eine Textilfabrik. In den 1930er-Jahren kam eine Fabrik zur Herstellung von optischem Glas hinzu.
Seit 1957 ist Lytkarino eine kreisfreie Stadt.

### Bevölkerungsentwicklung
| Jahr | Einwohner |
| ---- | --------- |
| 1939 | 6.366     |
| 1959 | 25.145    |
| 1970 | 39.144    |
| 1979 | 46.889    |
| 1989 | 50.968    |
| 2002 | 50.798    |
| 2010 | 55.237    |

Anmerkung: Volkszählungsdaten

## Wirtschaft und Verkehr
Heute gilt Lytkarino als Industrie- und Forschungsstadt: Neben dem optischen Glaswerk LZOS gibt es eine Produktionsstätte des Flugtriebwerksherstellers NPO Saturn, eine Baumaterialfabrik, Leichtindustrie, ferner ein Maschinenbau-Konstruktionsbüro, ein Forschungsinstitut für Flugzeugmotorenbau und eins für Mikroelektronik.
Über eine Landstraße ist Lytkarino an die Magistrale M5 angebunden. Diese Landstraße hat aufgrund besonders häufiger Verkehrsunfälle, die sich auf ihr ereignen, einen makabren Ruf. Eine weitere wichtige Straße in der Nähe, über die Verbindungen zu anderen Fernstraßen bestehen, ist der Moskauer Autobahnring MKAD. Der nächste Personenbahnhof befindet sich in Ljuberzy, zehn Kilometer nordwestlich von Lytkarino entfernt.

## Söhne und Töchter der Stadt
- Waleri Pawlowitsch Gladilin (* 1951), Fußballspieler
- Andrei Sergejewitsch Golowanow (* 1976), russischer Songwriter und Gitarrist
- Tatjana Rwatschewa (* 1986), Ski-Orientierungsläuferin
- Wladimir Gawrilowitsch Jazina (* 1948), Pressefotograf
- Jewgeni Stalew (* 1979), Poolbillardspieler